# 16874 Куртваль
16874 Куртваль (16874 Kurtwahl) — астероїд головного поясу, відкритий 20 січня 1998 року.
Тіссеранів параметр щодо Юпітера — 3,598.